# Tereșkivka, raionul Sumî, regiunea Sumî
Tereșkivka (în ucraineană Терешківка) este localitatea de reședință a comunei Tereșkivka din raionul Sumî, regiunea Sumî, Ucraina.

## Demografie
Componența lingvistică a localității Tereșkivka
     Ucraineană (95,69%)
     Rusă (3,99%)
     Alte limbi (0,21%)
Conform recensământului din 2001, majoritatea populației localității Tereșkivka era vorbitoare de ucraineană (95,69%), existând în minoritate și vorbitori de rusă (3,99%).